# Timoteo I (patriarca nestoriano)
Timoteo (Hazza, 727 o 728 – Samarra, 9 gennaio 823) è stato un vescovo cristiano orientale e scrittore siro, vescovo di Beth Bagas e patriarca della Chiesa d'Oriente dal 780 all'823.

## Biografia
Nativo di Hazza, presso Arbela, fece i suoi studi alla scuola di Bashosh, presso Aqrah (diocesi di Marga), sotto la guida di Abraham bar Dashandad. Tra i suoi condiscepoli c'erano Sergio, futuro metropolita di Beth Lapat, suo corrispondente e amico; il futuro ministro Abu Nuh al-Anbari, e Ishoʿ bar Nun, con il quale ebbe in seguito dei rapporti conflittuali, ma che fu suo successore sulla cattedra patriarcale.
Tra il 769 e il 770 succedette a suo zio come vescovo di Beth Bagas, nella provincia dell'Adiabene, sotto la metropolia di Arbela.
Secondo il racconto che ne fa Tommaso di Marga, alla morte del patriarca Hnan-Isho II, dopo una vacanza di 8 mesi, Timoteo si assicurò la maggioranza dei voti del sinodo elettorale, con promesse e pressioni. Ricevette la consacrazione patriarcale nella cattedrale di Kohe a Al-Mada'in, il 7 maggio 780.
Le circostanze della sua elezione provocarono uno scisma nella Chiesa d'Oriente, capeggiato dal metropolita di Merv, Giuseppe, che poi si convertì all'islam, e dal metropolita Efrem di Beth Lapat, che non si presentò per la consacrazione del nuovo patriarca, e che in un sinodo lo fece dichiarare decaduto. I contrasti tra le due fazioni furono appianati dopo due anni, grazie all'intervento di Abu Quraych Isa, medico nestoriano alla corte del califfo al-Mahdi.
Tra le sue prime decisioni ci fu il trasferimento della sede patriarcale da Seleucia-Ctesifonte (che ormai aveva assunto il nome arabo di Al-Mada'in) al monastero di Klilisho (Dayr al-Jāthalīq) a Samarra, nei pressi di Baghdad.
Uomo di notevole cultura, conosceva il siriaco, l'arabo, il greco e forse il pahlavi. Timoteo godeva della considerazione dei califfi al-Mahdi e Hārūn al-Rashīd, potendo contare, sotto il regno di quest'ultimo, anche sull'appoggio della regina Zubaidah bint Ja'far, e di due cristiani molto influenti a corte, il ministro Abu Nuh al-Anbari, che era stato suo compagno di studi, e il medico prediletto del califfo, Jabril ibn Bukhtishu. Timoteo, però, non esitò a scomunicare quest'ultimo per aver preso concubine alla maniera musulmana.
Durante i suoi 43 anni di pontificato, la Chiesa d'Oriente visse in pace, e Timoteo la amministrò saggiamente nonostante gli inizi travagliati legati alla sua elezione. Riorganizzò le strutture della Chiesa nestoriana per rafforzare la formazione dei sacerdoti e il potere dei vescovi al fine di contrastare al meglio l'influenza degli immigrati siriani monofisiti e calcedoniani. A lui si deve probabilmente la costituzione del Synodicon orientale, raccolta cronologica degli atti dei concili della Chiesa d'Oriente fin dalla sua origine, e la redazione di un primo codice di diritto canonico, le "Regole dei giudizi e delle successioni ecclesiastiche", datato 805 e composto per impedire ai cristiani di rivolgersi ai tribunali musulmani in assenza di una legge ecclesiastica chiara e precisa. Si occupò in particolare del matrimonio e dell'eredità. Sul primo punto ribadì la monogamia e l'indissolubilità del vincolo coniugale, tranne in sei casi: apostasia, adulterio, abbandono della moglie da parte del marito, assenza di notizie dal coniuge per tre anni, grave malattia del coniuge rivelata tra la cerimonia e la consumazione del matrimonio, generalmente intervallate nel tempo, e la professione monastica dei due sposi.
Si preoccupò molto anche dell'espansione della Chiesa d'Oriente: creò metropoli a Damasco, sull'ex territorio bizantino; a Barda, in Armenia; a Daylam e Gilan, nell'Azerbaigian; a Rayy, vicino all'odierna Teheran; a Sarbaz, nel Belucistan. Organizzò l'evangelizzazione dei turchi dell'Asia centrale; uno dei re di questa regione si convertì al cristianesimo nel 782/783, e per questi fu creata intorno al 792 una provincia ecclesiastica senza sede fissa. Nei primi anni del IX secolo stabilì una metropoli in Cina, con doppia sede a "Kumdan" (Chang'an) e "Sarag" (Luoyang). Timoteo I avrebbe fondato anche una metropolia in Tibet, inviandovi vescovi e presentandola come un'importante comunità cristiana.
Secondo Abdisho bar Berika, celebrò due sinodi, nel 790 e nell'804; nel primo condannò per messalianismo tre mistici religiosi, Giovanni di Dalyatha, Giovanni di Apamea e Giuseppe Hazzaya; e ribadì le norme per l'elezione del catholicos.
Morì il 9 gennaio 823 e fu sepolto nella chiesa del monastero di Dayr al-Jāthalīq.

## Opere
Timoteo era uno studioso in diverse discipline profane, cosa che contribuì a dargli prestigio presso i califfi. Secondo la sua stessa testimonianza, fu su richiesta di al-Mahdi che tradusse i Topici di Aristotele dal siriaco all'arabo. Scrisse anche un trattato di astronomia intitolato Il libro delle stelle, andato perduto. In campo religioso, oltre alla già ricordata opera di diritto canonico, ha lasciato un commento a Gregorio di Nazianzo, una raccolta di colloqui con il patriarca giacobita e alcuni inni. Ma è soprattutto la sua corrispondenza che costituisce la parte più interessante del suo lavoro.
Si conservano 59 sue lettere, databili al periodo 780-800; generalmente affrontano questioni teologiche o pastorali. La più famosa è una lettera all'amico metropolita Sergio, in cui racconta dettagliatamente un colloquio di due giorni avuto nel 782 con il califfo al-Mahdi che lo aveva convocato per interrogarlo sul cristianesimo; i punti trattati sono la Trinità, la duplice natura di Cristo e l'annuncio o meno della venuta di Maometto nelle Scritture cristiane; il catholicos loda anche Maometto, che «ha seguito la via dei profeti» e «merita di essere lodato», perché «ha combattuto per Dio con la parola, ma ha anche manifestato con la spada il suo geloso zelo per il Creatore». In un'altra lettera narra un'intervista avuta con un filosofo aristotelico e musulmano, sulla conoscenza che possiamo avere di Dio e dei suoi attributi, e sul dogma cristiano. Questo filosofo musulmano è forse l'autore dell'Apologia di Al-Kindi, dialogo tra un filosofo musulmano e un cristiano risalente all'835 circa: l'autore loda Timoteo I, allora già morto, e precisa: «Ho letto tutto questo, studiato e discusso con il catholicos Timothy».